# Ratpenat papallona bigarrat
El ratpenat papallona bigarrat (Niumbaha superba) és una espècie de ratpenat de la família dels vespertiliònids que es troba a Costa d'Ivori, Ghana, la República Democràtica del Congo i el Sudan del Sud. Fins al 2013 se'l classificava al gènere Glauconycteris, però la informació obtinguda a partir d'un exemplar trobat al Sudan del Sud feu que els científics li assignessin un gènere propi, Niumbaha.